# Фјенил Нуово (Бреша)
Фјенил Нуово је насеље у Италији у округу Бреша, региону Ломбардија.
Према процени из 2011. у насељу је живело 27 становника. Насеље се налази на надморској висини од 111 м.